# Sciensano
Sciensano is een federale wetenschappelijke instelling en het federale onderzoekscentrum voor de volksgezondheid, de diergezondheid en de voedselveiligheid van België. De naam is een samentrekking van de Latijnse woorden scientia ('wetenschap' of 'kennis') en sanitas ('gezondheid'). De instelling heeft als motto "levenslang gezond" en telt anno 2018 meer dan 700 medewerkers.
De opdrachten van Sciensano omvatten onder andere het onderzoeken van de impact van het milieu op de gezondheid, het monitoren van de Belgische voedselconsumptie en de voedselveiligheid, het verzamelen van gegevens over de gezondheid van de bevolking en het opvolgen van infectieziekten, het meten van de kwaliteit van de gezondheidszorg, de kwaliteitscontrole van geneesmiddelen, vaccins en medische laboratoria, het beoordelen van de bioveiligheid en het opvolgen van de diergezondheid.

## Activiteiten

### Milieugezondheid
Onderzoek en monitoring van bedreigingen uit het milieu voor de gezondheid. Zo beoordeelt Sciensano de risico's van genetisch gemodificeerde organismen (ggo's) voor de bioveiligheid, werkt het duurzaamheidsindicatoren uit voor een milieuvriendelijker gebruik van pesticiden en onderzoekt het de impact van luchtvervuiling op de gezondheid.

### Voedelconsumptie en voedselveiligheid
Onderzoek van eetgewoonten van de bevolking en of deze voldoen aan de geldende aanbevelingen. Sciensano onderzoekt ook de aanwezigheid en impact van ziektekiemen, ggo's, contaminanten, residuen, voedingsadditieven, nanomaterialen en materialen die met levensmiddelen in aanraking komen.

### Gezondheids- en ziektemonitoring
Door onder meer nationale enquêtes, ziekteregisters en netwerken van artsen, verzamelt Sciensano gegevens over de gezondheid van de bevolking, bijvoorbeeld over beperkingen of het gebruik van geneesmiddelen. Deze gegevens kunnen gebruikt worden door andere overheden ten behoeve van het gezondheidsbeleid. Ook volgt Sciensano de epidemiologie van infectieziekten als aids, griep, salmonella en bronchitis, van zoönosen als brucellose of hondsdolheid en van chronische welvaartsziekten als hart- en vaatziekten, kanker en diabetes op. Het detecteert en evalueert deze bedreigingen voor de gezondheid en ondersteunt overheden in de bestrijding ervan.

### Kwaliteit van de gezondheidszorg
Controle van de kwaliteit van de Belgische gezondheidszorg samen met het Federaal Kenniscentrum voor de Gezondheidszorg (KCE) en het Rijksinstituut voor Ziekte- en Invaliditeitsverzekering (RIZIV). Hiertoe gebruikt Sciensano onder andere gezondheidsindicatoren, coördineert het nationale databanken, evalueert het zorgtrajecten, volgt het ziekenhuisinfecties op, bevestigt het complexe diagnoses als wetenschappelijke referentieautoriteit, beoordeelt het het Belgische kankerbeleid, en meer. Dit alles met het doel de kwaliteit van de zorg te meten en de gezondheid van patiënten te verbeteren.

### Vaccins, geneesmiddelen en gezondheidsproducten
Ondersteuning van het Federaal Agentschap voor Geneesmiddelen en Gezondheidsproducten (FAGG) door de veiligheid en werkzaamheid van vaccins, geneesmiddelen en andere gezondheidsproducten te beoordelen. Zo voert het kwaliteitscontroles uit op geneesmiddelen en vaccins, controleert het illegale en vervalste geneesmiddelen en onderzoekt het antibioticaresistentie. Ook analyseert het stalen van illegale drugs in het kader van het Belgian Early Warning System Drugs.

### Kwaliteit van medische laboratoria
Sciensano is verantwoordelijkheid voor de controle van medische laboratoria in België, onder meer voor de analyse van stalen van menselijke origine. Het ziet toe op de correcte omgang met stalen en het gebruik van gestandaardiseerde analysemethodes, en voorziet externe kwaliteitsbeoordeling.

### Diergezondheid
Sciensano ondersteunt het Federaal Agentschap voor de Veiligheid van de Voedselketen (FAVV) en de FOD Volksgezondheid, Veiligheid van de Voedselketen en Leefmilieu en eerstelijnsorganisaties in hun taken betreffende de diergezondheid en de voedselveiligheid. Hiertoe monitort het zoönotische en epizoötische aandoeningen omwille van het risico dat ze kunnen betekenen voor de menselijke gezondheid via de voedselketen, maar ook zuiver omwille van hun economische impact op de veeteelt.

## Geschiedenis
Sciensano is ontstaan in 2017 uit de fusie van het voormalige Wetenschappelijk Instituut Volksgezondheid (WIV) en het voormalige Centrum voor Onderzoek in de Diergeneeskunde en de Agrochemie (CODA). Beide instellingen zijn gefuseerd omwille van hun complementaire activiteiten en om een alomvattend antwoord te kunnen bieden op de huidige gezondheidsuitdagingen, zich baserend op het holistische en multidisciplinaire 'One Health'-principe ('één gezondheid') volgens hetwelk de gezondheid van mens, dier en ecosysteem onlosmakelijk met elkaar verbonden zijn. De fusie ging op 1 april 2018 officieel in.

### Wetenschappelijk Instituut Volksgezondheid (WIV)
In 1900 werd het Pasteurinstituut van Brabant (PIB) opgericht in de (toen nog unitaire) provincie Brabant. Het PIB was toentertijd het enige instituut in België dat onderzoek deed naar het rabiësvirus. Met rabiës besmette patiënten konden zich gratis laten behandelen door het PIB. In 1919 kreeg toenmalig directeur Jules Bordet van het PIB de Nobelprijs voor Fysiologie of Geneeskunde voor zijn baanbrekende onderzoek naar het menselijke immuunsysteem.
In 1951 werd daarnaast het Instituut voor Hygiëne en Epidemiologie (IHE) opgericht waar allerlei gezondheidslaboratoria onder één dak terechtkwamen. Het IHE leidde in 1977 een van de eerste studies naar de invloed van het leefmilieu op de volksgezondheid. Omdat de activiteiten van het PIB en het IHE in het verlengde van elkaar lagen, werden beide instellingen in 2003 samengevoegd tot het 'Wetenschappelijk Instituut Volksgezondheid' oftewel WIV (in het Frans: Institut Scientifique de Santé Publique oftewel ISP). Het WIV was een gerenommeerd expertisecentrum op het gebied van volksgezondheid in zowel het binnenland als het buitenland.
In de meer recente geschiedenis was het WIV onder andere betrokken bij de crisismaatregelen tegen de Mexicaanse griep in 2009.

### Centrum voor Onderzoek in Diergeneeskunde en Agrochemie (CODA)
In 1912 werd het Laboratorium voor Scheikundig en Onialogisch Onderzoek van Belgisch Congo (dat later het Instituut voor Scheikundig Onderzoek oftewel ISO zou worden) opgericht binnen het departement 'Economie' van het Belgische Congomuseum. Het werd daarna overgeheveld naar het ministerie van Koloniën. De activiteiten van het laboratorium waren gericht op het chemisch onderzoek van de natuurlijke grondstoffen van Belgisch Congo. Na de Congolese onafhankelijkheid werd het laboratorium in 1961 ondergebracht bij de 'Directie voor landbouwkundig onderzoek' van het (toen nog nationale) ministerie van Landbouw. Vanaf de jaren 70 ging het laboratorium zich naast agrochemische vraagstukken ook bezighouden met milieuonderzoek.
Daarnaast leidde de terugkeer van runderpest in België in 1920 tot de oprichting van een laboratorium dat snelle diergeneeskundige diagnoses kon stellen in 1930. Dit diergeneeskundig laboratorium werd in 1957 hernoemd tot het 'Nationaal Instituut voor Diergeneeskundig Onderzoek' (NIDO). In 1997 fuseerden het NIDO en het ISO tot het Centrum voor Onderzoek in Diergeneeskunde en Agrochemie oftewel CODA (Frans: Centre d'Etude et de Recherches Vétérinaires et Agrochimiques oftewel CERVA). Het CODA zou zich richten op de veiligheid van de voedselproductie, de gezondheid van dieren en de volksgezondheid via zowel advies- en dienstverlening als fundamenteel onderzoek. Het telde toen ongeveer 200 medewerkers en bestond uit de operationale directies 'Virale ziekten', 'Bacteriële ziekten', 'Interacties en Bewaking' en 'Chemische veiligheid van de voedselketen'.
Het CODA beschikte over laboratoria in Machelen en Ukkel.

### Coronacrisis in België
Het Instituut kwam herhaaldelijk in het nieuws tijdens de coronapandemie van 2020, vooral door de dagelijkse publicatie van sterfte- en besmettingscijfers van COVID-19, en de periodieke “gezondheidsenquêtes” bij de bevolking, tijdens de crisis.